# Mendi Mengjiqi

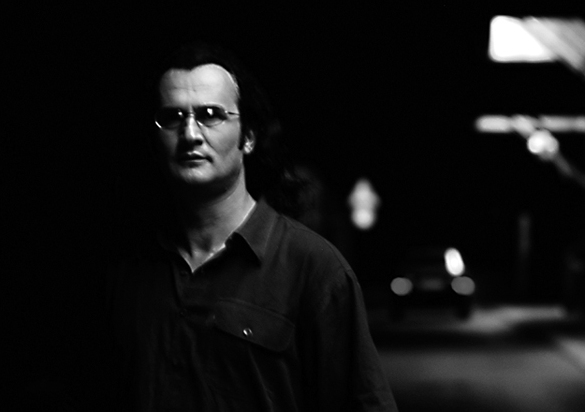
Mendi Mengjiqi

Mendi Mengjiqi (* 1958 in Lupç i Epërm bei Podujevo, FVR Jugoslawien, heute Kosovo) ist ein kosovarischer Komponist.
Er studierte Komposition an der Akademie für Musik in Krakau, Polen. Mendi Mengjiqi komponierte die Nationalhymne des Kosovo: Evropa. Die Hymne wurde am 11. Juni 2008 vom kosovarischen Parlament mit 72 Stimmen, bei 14 Gegenstimmen und 5 Enthaltungen als künftige Nationalhymne bestätigt.

## Weitere Werke
- Homagium Matri Teresiae
- Tillagynad Gunnel o Tage Svensson
- Donum Musicum
- Pashko Berisha